# Aulacochthebius asiaticus
Aulacochthebius asiaticus är en skalbaggsart som först beskrevs av Armand D'Orchymont 1929.  Aulacochthebius asiaticus ingår i släktet Aulacochthebius och familjen vattenbrynsbaggar. Inga underarter finns listade i Catalogue of Life.